# Formigueret ala-roig septentrional
El formigueret ala-roig septentrional (Herpsilochmus frater) és una espècie d'ocell de la família dels tamnofílids (Thamnophilidae).

## Hàbitat i distribució
Habita la selva pluvial, a les terres baixes de l'est de Panamà i des de Colòmbia fins al nord de Bolívia, Brasil, Veneçuela central, sud de Guyana i centre de Surinam.

## Taxonomia
Se l'ha considerat coespecífic d'Herpsilochmus rufimarginatus, però avui es consideren espècies diferents arran recents estudis